# Auto-
Forstavelsen auto- er græsk og betyder selv-, f.eks. automobil, selv-kørende; automat,  selv-bevægende; autonom selv-bestemmende.